# HD 50571
HD 50571，又名CP-60 712，SAO 249654、HR 2562，是一颗恒星，视星等为6.11，位于銀經270.18，銀緯-23.49，其B1900.0坐标为赤經6h 48m 41.5s，赤緯-60° -23.49′ 59″。